# Biogeofísica
La biogeofísica es una subdisciplina de la geofísica relacionada con la forma en que las plantas, la actividad microbiana y otros organismos alteran los materiales geológicos superficiales y pueden afectar a sus propiedades geofísicas.

## Introducción
Las actividades de los microbios se miden utilizando técnicas de imágenes geofísicas. Muchas de estas técnicas se basan en la medición de anomalías de potencial eléctrico, que en este caso pueden surgir de microbios, su crecimiento, subproductos metabólicos y procesos mediados por microbios. La principal forma en que se generan estas anomalías puede explicarse por la doble capa eléctrica. Los efectos son más visibles cuando se usa un campo de baja frecuencia, ya que la carga superficial de los microbios es de baja movilidad.

## Otras lecturas
- Knight, Rosemary; Pyrak-Nolte, Laura J.; Slater, Lee; Atekwana, Estella (2010). «Geophysics at the interface: Response of geophysical properties to solid-fluid, fluid-fluid, and solid-solid interfaces». Reviews of Geophysics 48 (RG4002): RG4002. Bibcode:2010RvGeo..48.4002K. doi:10.1029/2007RG000242.
- Slater, Lee; Atekwana, Estella (2013). «Geophysical signatures of subsurface microbial processes». Eos, Transactions, American Geophysical Union 94 (8): 77-78. Bibcode:2013EOSTr..94...77S. doi:10.1002/2013EO080001.